# Baños termales Rác
Los baños termales Rác son un complejo termal de 8000 m² situado en Budapest (Hungría) renombrado por su baño turco que data del siglo XVI, por sus piscinas imperiales y por su pasillo de duchas construido en la época del Imperio Austro-Húngaro. El complejo está incluido en la lista del Patrimonio de la Humanidad de la Unesco. Su nombre deriva de un antiguo nombre húngaro que designaba a los serbios, uno de los grupos de población que convivían en Tabán.

## Historia

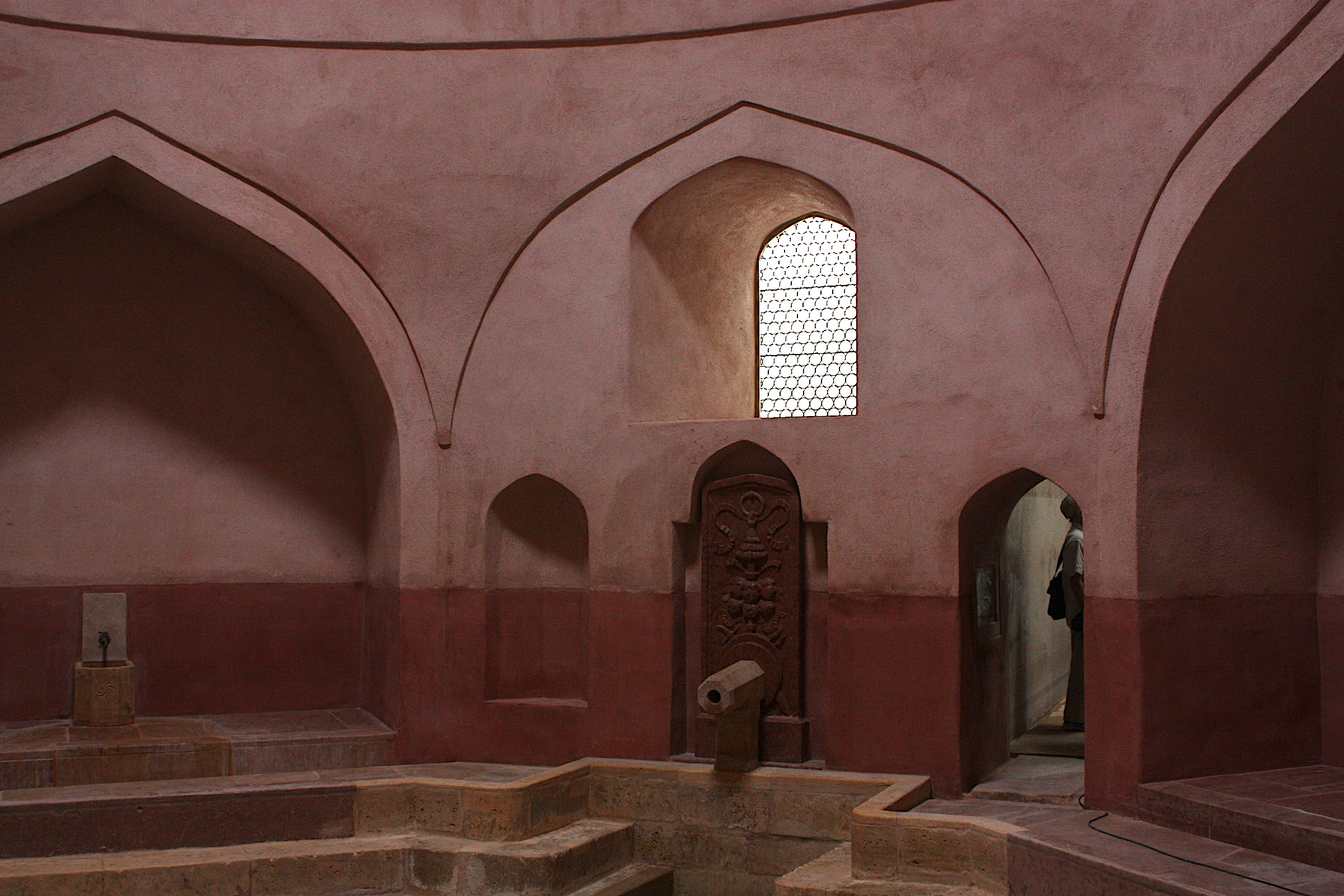
El baño turco.

### Baño turco
La parte más antigua de los baños Rác es la cúpula turca, construida en 1572 y conocida entonces como Kücsük Ilica («Pequeñas termas»). Esta cúpula permaneció en buen estado a lo largo de los siglos, por lo que se pudo restaurar de forma fiel a la original. Las ventanas, las puertas, kurnas (tinas de mármol en las paredes), la piscina y el piso siguen siendo los originales, restaurados a su estado original, por ello tienen el mismo aspecto y se pueden usar de la misma forma que en el siglo XVI. La cúpula lateral adyacente a la cúpula turca fue destruida en 1905, y también fue restaurada de acuerdo con los restos hallados por los arqueólogos.

### Los baños de Ybl y el pasillo de las duchas
La parte más destacada de los baños Rác fue ideada y construida por Miklós Ybl en dos fases entre 1865 y 1870. Queda cerca del 30 o 40% de la cúpula de estilo romántico de Ybl y del pasillo de ducha (1865), ya que fueron dañados por los bombardeos rusos durante la Segunda Guerra Mundial y posteriormente fueron renovados en los años 1960 y de nuevo en 2002. El resto de esta área se ha reconstruido y restaurado a su estado original de acuerdo con los antiguos grabados en cobre, ilustraciones y documentos.
La segunda cúpula, la Cúpula Imperial, fue construida en 1870 y muestra cambios en el estilo del arquitecto. El mármol es el principal material utilizado, y sobre las paredes se pueden apreciar varios elementos simbólicos innovadores de la época. Esta parte fue completamente destruida durante la construcción del Puente de Isabel. Sin embargo, las piezas demolidas fueron enterradas en la piscina y posteriormente proporcionaron información fundamental para permitir su reconstrucción actual.

### Baño Flora
Esta sección del balneario Rác, también construido en 1865, está modelada según el estilo de los antiguos baños romanos. En la actualidad, se emplea como zona VIP del complejo.

### Balneario actual
La última parte del baño fue construida en un área adyacente a los edificios históricos en el siglo XXI.